# Герб Валпасуша
Ге́рб Валпа́суша — офіційний символ міста Валпасуш, Португалія. Використовується як територіальний герб. У синьому щиті срібна вівця. Над нею, у главі щита, дві срібні бджоли. У чорній облямівці вісім золотих гранатів із червоними зернами і зеленим листям. Щит увінчує срібна мурована міська корона з п'ятьма вежами.  Під щитом біла стрічка, на якій великими літерами напис португальською: «cidade de Valpaços» (місто Валпасуш).  Офіційно затверджений 7 лютого 2005 року. Створений на основі попереднього містечкового герба, ухваленого 4 травня 1936 року. 

## Галерея

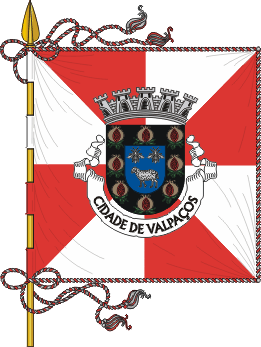
Прапор